# Vyhlazovací tábory nacistického Německa

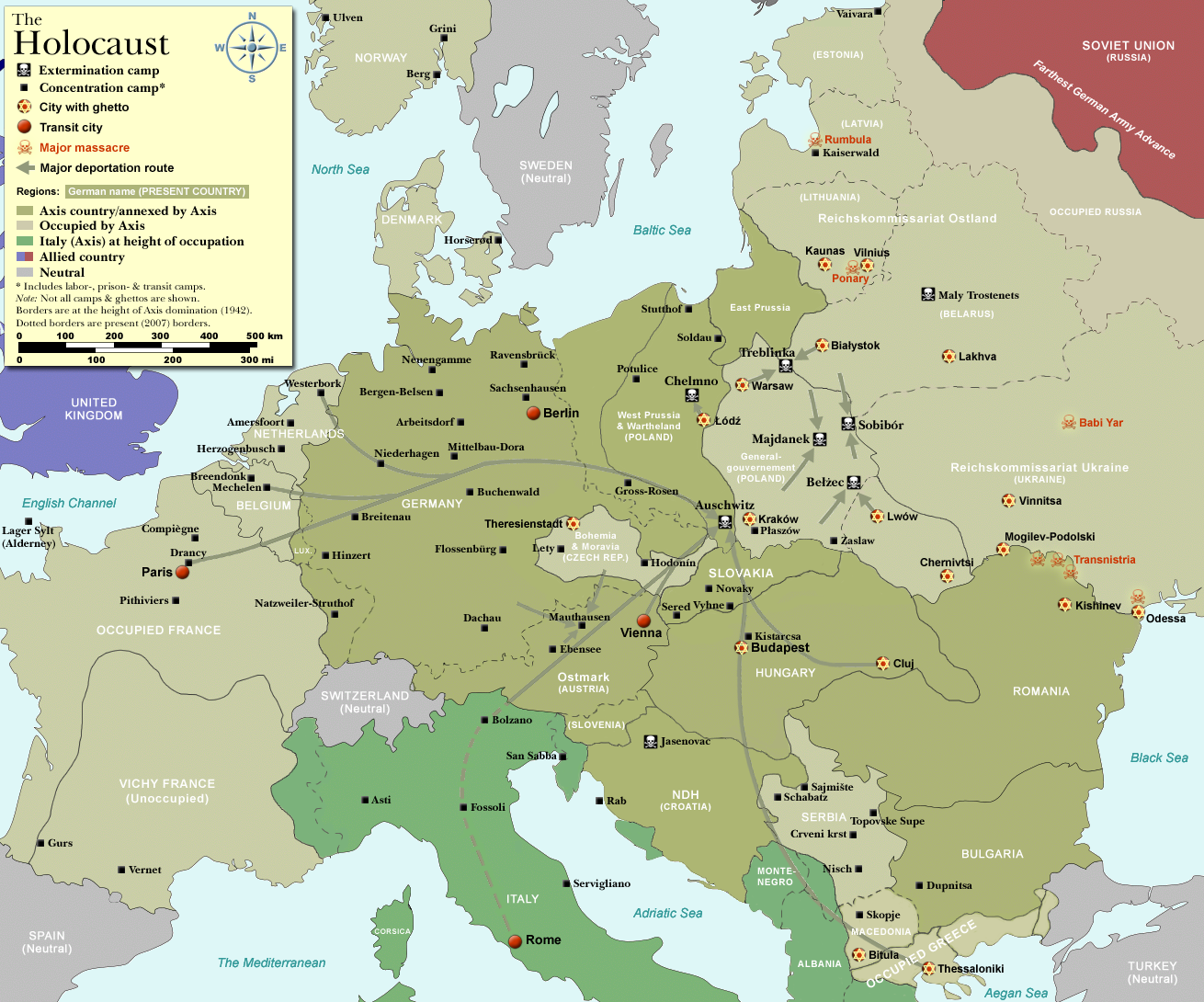
Hlavní směry deportací směřujících přes koncentrační tábory do vyhlazovacích táborů

Vyhlazovací tábory je označení několika táborů založených nacisty za druhé světové války a sloužících primárně pro hromadné, systematicky řízené („průmyslové“) vyvražďování Židů (a také Romů a některých dalších skupin společnosti). V těchto „táborech smrti“ bylo v průběhu druhé světové války zastřeleno či zplynováno téměř 2 700 000 Židů a mnoho lidí dalších národností. V souladu s německým plánem Generalplan Ost byli ve vyhlazovacích táborech různého typu likvidováni ve větší míře i příslušníci pro nacisty méněcenných slovanských národů, například v německých táborech v Polsku bylo zlikvidováno zhruba 1,3 milionu Poláků (mimo Židy) a 800 tisíc sovětských válečných zajatců (viz německé zločiny v Polsku za druhé světové války).
| Jméno tábora       | počet mrtvých | Ref.  |
| ------------------ | ------------- | ----- |
| Auschwitz-Birkenau | 1 400 000     | [ 2 ] |
| Belzec             | 435 000       | [ 3 ] |
| Chelmno            | 320 000       |       |
| Majdanek           | 360 000       |       |
| Malý Trostinec     | 65 000        |       |
| Sobibor            | 250 000       |       |
| Treblinka          | 870 000       |       |

## Vyhlazovací tábory
Vyhlazovací tábory začaly být zakládány roku 1941 na okupovaných územích Polska.
- Chelmno (něm. Kulmhof)
- Belzec
- Sobibor
- Treblinka
- Majdanek a Osvětim-Březinka (něm. Auschwitz-Birkenau).

Pouze vyhlazovací funkci plnily první čtyři ze jmenovaných táborů, Majdanek a Osvětim plnily zároveň funkci koncentračních táborů, takže (podstatně menší) část vězňů byla určena pro otrockou práci.
Termínu „vyhlazovací tábor“ se začalo užívat až po druhé světové válce, sami nacisté se snažili všemožně maskovat jejich skutečné určení.
Proces hromadného vraždění procházel několika fázemi: od hromadného střílení přes plynování v pojízdných vozech (tzv. dušegubkách) až k plynovým komorám. Nacisté se jednak snažili zefektivnit proces vyhlazování (šetřit náklady, počet lidí zapojených do procesu apod.), jednak učinit vraždění snesitelnějším, tj. oddělit oběť od vraha (při masovém střílení docházelo k srdcervoucím scénám, oproti tomu vraždění v plynových komorách bylo maximálně odosobněno).

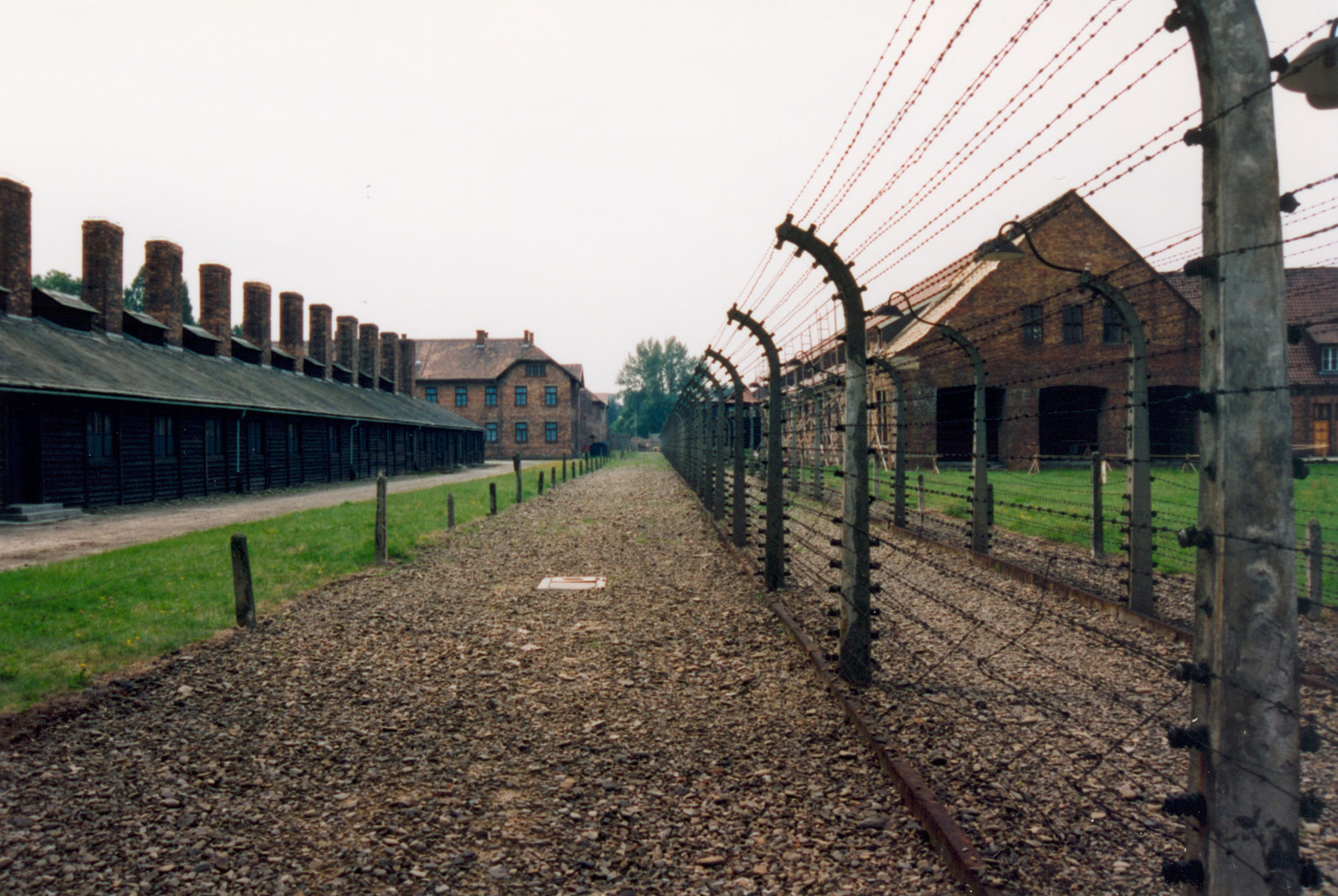
Auschwitz

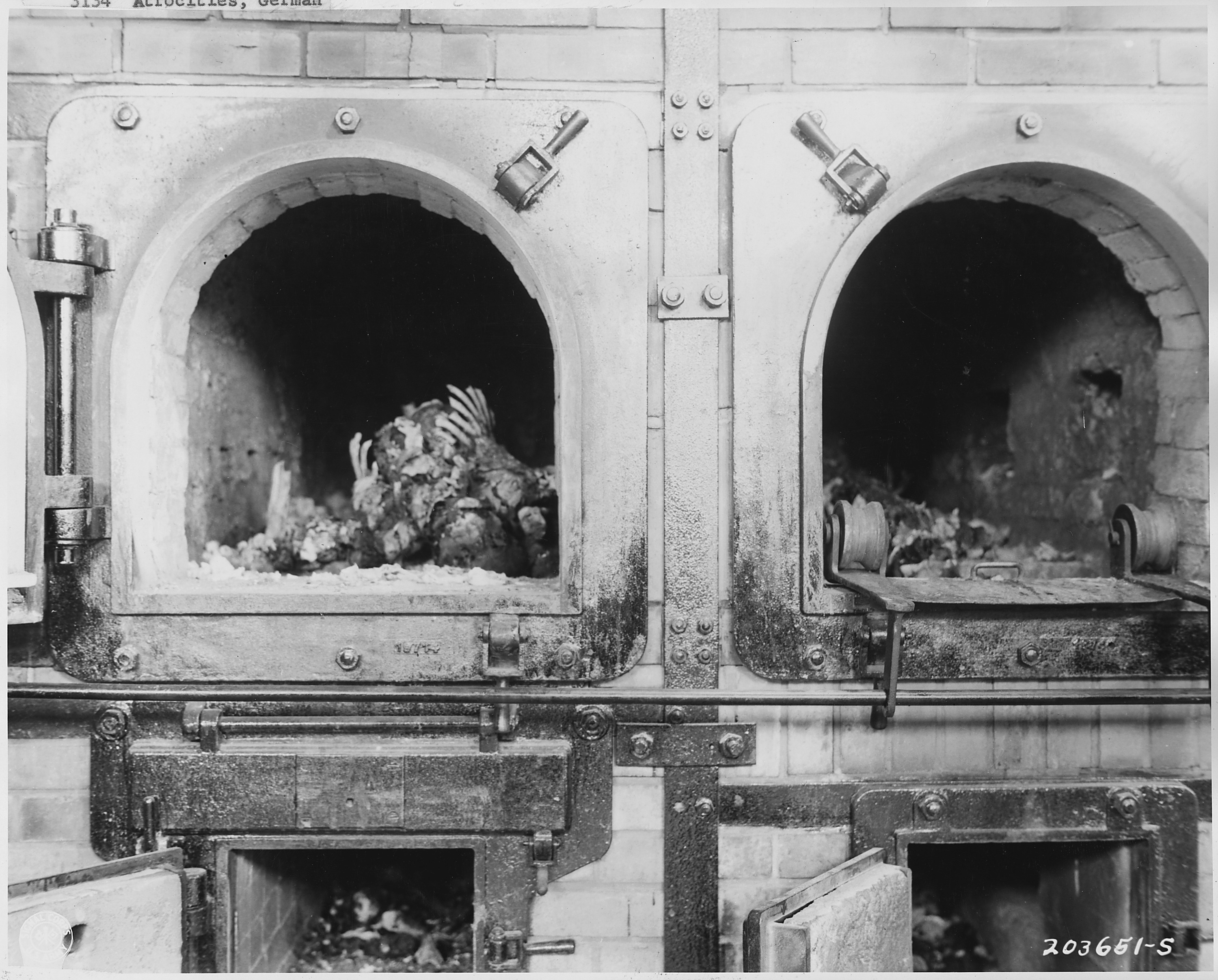
Spalovna těl v Buchenwaldu

Před a během druhé světové války spravovalo nacistické Německo koncentrační tábory (konzentrationslager, zkratka KZ nebo KL) v oblastech, které v daném okamžiku ovládalo. V těchto táborech miliony vězňů zemřely krutým zacházením, na nemoci, hladovění a přepracování, nebo byli zlikvidováni pro neschopnost práce, stáří nebo z jiného důvodu.
První koncentrační tábory byly vybudovány v Německu pro umístění politických disidentů tamějšího režimu.
V koncentračních táborech byly internovány dvě hlavní skupiny vězňů – Židé a váleční vězňové, většinou z Polska a Ruska – obě se počítaly na miliony. Taktéž velké množství komunistů, homosexuálů, Romů (ale třeba i Svědků Jehovových) skončilo v koncentračních táborech. V menší míře stejný osud z různých důvodů potkal menší množství zajatých spojenců.
Od roku 1942 nacistické Německo ustanovilo vyhlazovací tábory pro systematické vyvraždění všech Židů v Evropě – tento plán se jmenoval Konečné řešení židovské otázky. Tyto tábory byly vybudovány v obsazeném Polsku a Bělorusku. Přes tři miliony Židů v nich zemřelo, především v plynových komorách nebo bylo zastřeleno.

## Koncentrační a vyhlazovací tábory před válkou, během války a po válce

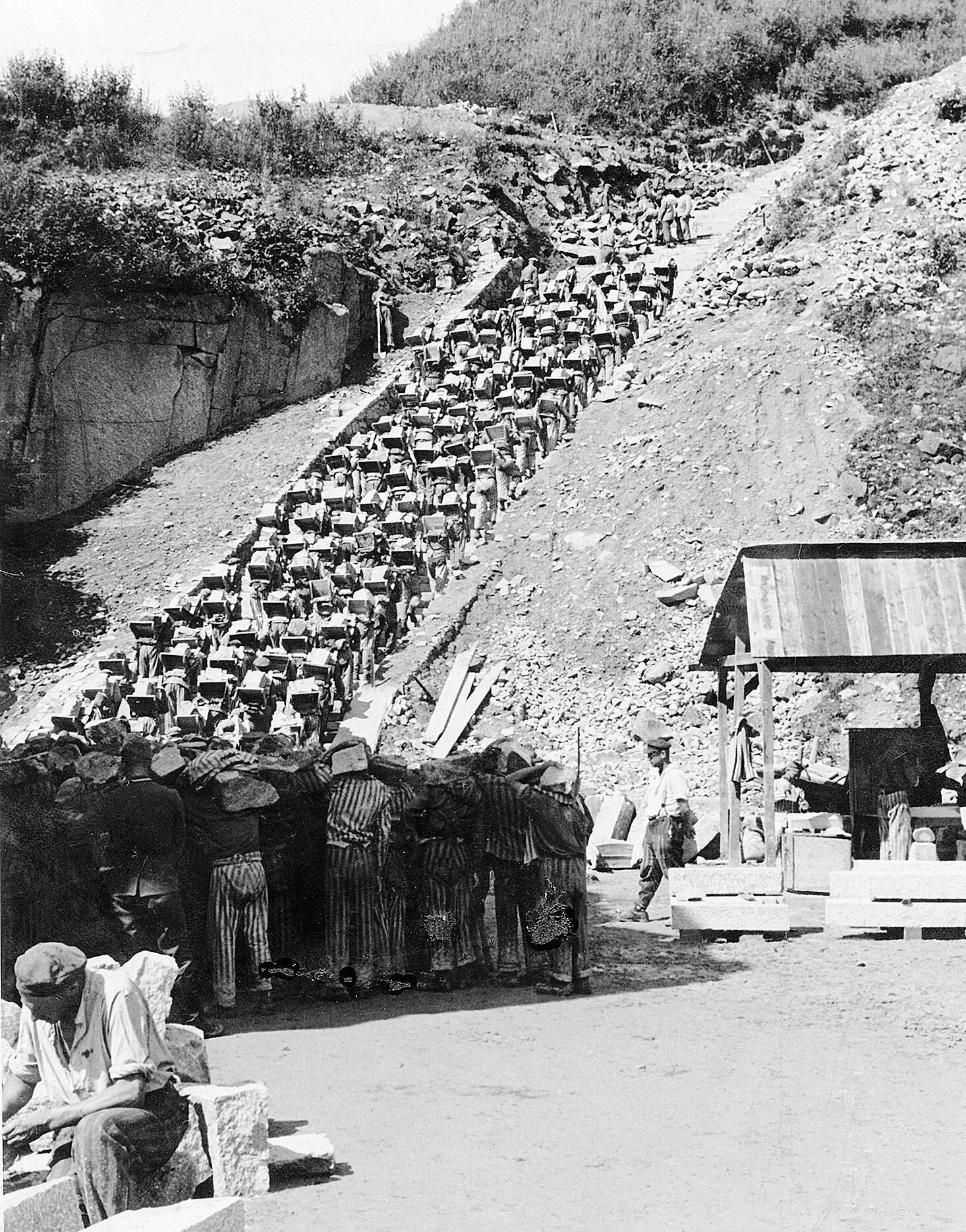
Schody smrti v KT Mauthausen, po nichž vězni vynášeli půlmetrákové žulové kvádry k stavbě tzv. České zdi. Řada z nich zemřela vyčerpáním

Některé tábory (více na dobytých územích) byly vybudovány až během války, některé (původně sklady či jiná zařízení) byly konsolidovány do plného chodu. Byla podniknuta opatření, aby veřejnost neviděla a nevěděla, co se v nich děje. Na začátku války již fungovalo šest koncentračních táborů: Dachau, Sachsenhausen, Buchenwald, Flossenbürg, Mauthausen a Ravensbrück. V roce 1938 SS začala používat tyto tábory jako zdroj nucené pracovní síly ke svému zisku. Tuto pracovní sílu využilo mnoho německých firem a společností, zvláště na připravovanou válku.
Po začátku války se koncentrační tábory staly místem, kde „nižší rasy“ a nepřátelé režimu (též obecně označovaní jako „nežádoucí“) byli zotročováni, mučeni, sužováni hladem bez jakékoli péče a kde nakonec nacházeli smrt. V naprosté většině vězni nosili v těchto táborech stejnokroje s číslem a znakem, identifikujícím jejich původ.
Po válce byla velká část koncentračních a vyhlazovacích táborů zničena, některé ale zůstaly a staly se trvalou připomínkou hrůz nacistické perzekuce. Největší vyhlazovací tábor byl Osvětim, kde zemřelo přes 1 000 000 Židů.